# Борцо
Борцо (груз. ბორცო) — село в Грузии, на территории Онского муниципалитета края (мхаре) Рача-Лечхуми и Нижняя Сванетия.

## География
Село находится в северной части Грузии, на левом берегу реки Сакауры, на расстоянии приблизительно 2 километров (по прямой) к северу от города Они, административного центра муниципалитета. Абсолютная высота — 1317 метров над уровнем моря.

## Население
По результатам официальной переписи населения 2014 года, в Борцо проживало 23 человека (14 мужчин и 9 женщин). В национальной структуре населения грузины составляли 100 %.
| Год  | Население, человек |
| ---- | ------------------ |
| 2002 | 35                 |
| 2014 | ↘ 23               |